# Kevin Nisbet
Kevin Michael Nisbet (Glasgow, 8 marzo 1997) è un calciatore scozzese, attaccante dell'Aberdeen, in prestito dal Millwall, e della nazionale scozzese.

## Caratteristiche tecniche
Di ruolo centravanti, è dinamico e forte fisicamente. Pericoloso nel gioco aereo, sa spaziare su tutto il fronte offensivo, fornendo il suo contributo in fase di costruzione del gioco, oltreché in fase realizzativa. Di piede destro, sa calciare anche col mancino, oltre a disporre di un buon senso della posizione.

## Carriera

### Club
Ha giocato nella prima divisione scozzese.

### Nazionale
Nel 2021 ha esordito in nazionale; nel medesimo anno ha anche partecipato agli Europei.

## Statistiche

### Presenze e reti nei club
Statistiche aggiornate al 17 maggio 2025.
| Stagione               | Squadra                | Campionato             | Campionato | Campionato | Coppe nazionali | Coppe nazionali | Coppe nazionali | Coppe continentali | Coppe continentali | Coppe continentali | Altre coppe | Altre coppe | Altre coppe | Totale | Totale |
| Stagione               | Squadra                | Comp                   | Pres       | Reti       | Comp            | Pres            | Reti            | Comp               | Pres               | Reti               | Comp        | Pres        | Reti        | Pres   | Reti   |
| ---------------------- | ---------------------- | ---------------------- | ---------- | ---------- | --------------- | --------------- | --------------- | ------------------ | ------------------ | ------------------ | ----------- | ----------- | ----------- | ------ | ------ |
| 2014-2015              | East Stirlingshire     | SL2                    | 11         | 6          | -               | -               | -               | -                  | -                  | -                  | -           | -           | -           | 11     | 6      |
| 2015-2016              | Partick Thistle        | SP                     | 8          | 0          | CS+CdL          | 1+0             | 0               | -                  | -                  | -                  | -           | -           | -           | 9      | 0      |
| lug.-ago. 2016         | Partick Thistle        | SP                     | 0          | 0          | CS+CdL          | 0+1             | 0               | -                  | -                  | -                  | -           | -           | -           | 1      | 0      |
| ago. 2016-gen. 2017    | Ayr Utd                | SP                     | 20         | 2          | CS+CdL          | 0               | 0               | -                  | -                  | -                  | -           | -           | -           | 20     | 2      |
| gen.-giu. 2017         | Partick Thistle        | SP                     | 3          | 0          | CS+CdL          | 1+0             | 0               | -                  | -                  | -                  | -           | -           | -           | 4      | 0      |
| 2017-gen. 2018         | Partick Thistle        | SP                     | 6          | 0          | CS+CdL          | 0+6             | 0               | -                  | -                  | -                  | -           | -           | -           | 12     | 0      |
| Totale Partick Thistle | Totale Partick Thistle | Totale Partick Thistle | 17         | 0          |                 | 9               | 0               |                    | -                  | -                  |             |             |             | 26     | 0      |
| gen.-giu. 2018         | Dumbarton              | SP                     | 9+3        | 0          | CS              | 1               | 0               | -                  | -                  | -                  | -           | -           | -           | 13     | 0      |
| 2018-2019              | Raith Rovers           | SL1                    | 34+4       | 29+2       | CS+CdL          | 2+4             | 1+1             | -                  | -                  | -                  | SCC         | 2           | 1           | 46     | 34     |
| 2019-2020              | Dunfermline            | SC                     | 25         | 18         | CS+CdL          | 1+5             | 0+5             | -                  | -                  | -                  | SCC         | 1           | 0           | 32     | 23     |
| 2020-2021              | Hibernian              | SP                     | 33         | 14         | CS+CdL          | 6+6             | 2+2             | -                  | -                  | -                  | -           | -           | -           | 45     | 18     |
| 2021-2022              | Hibernian              | SP                     | 26         | 5          | CS+CdL          | 2+4             | 2+1             | UECL               | 4                  | 1                  | -           | -           | -           | 36     | 9      |
| 2022-2023              | Hibernian              | SP                     | 19         | 12         | CS+CdL          | 1+0             | 0               |                    | -                  | -                  | -           | -           | -           | 20     | 12     |
| Totale Hibernian       | Totale Hibernian       | Totale Hibernian       | 78         | 31         |                 | 19              | 7               |                    | 4                  | 1                  |             |             |             | 101    | 39     |
| 2023-2024              | Millwall               | FLC                    | 27         | 5          | FACup+CdL       | 1+1             | 0               |                    | -                  | -                  |             | -           | -           | 29     | 5      |
| ago. 2024              | Millwall               | FLC                    | 1          | 0          | FACup+CdL       | 0               | 0               |                    | -                  | -                  |             | -           | -           | 1      | 0      |
| Totale Millwall        | Totale Millwall        | Totale Millwall        | 28         | 5          |                 | 2               | 0               |                    | -                  | -                  |             | -           | -           | 30     | 5      |
| 2024-2025              | Aberdeen               | SP                     | 32         | 11         | CS+CdL          | 5+1             | 2+1             | -                  | -                  | -                  | -           | -           | -           | 38     | 14     |
| Totale carriera        | Totale carriera        | Totale carriera        | 262        | 104        |                 | 49              | 17              |                    | 4                  | 1                  |             | 3           | 1           | 318    | 123    |

### Cronologia presenze e reti in nazionale
| Cronologia completa delle presenze e delle reti in nazionale ― Scozia | Cronologia completa delle presenze e delle reti in nazionale ― Scozia | Cronologia completa delle presenze e delle reti in nazionale ― Scozia | Cronologia completa delle presenze e delle reti in nazionale ― Scozia | Cronologia completa delle presenze e delle reti in nazionale ― Scozia | Cronologia completa delle presenze e delle reti in nazionale ― Scozia | Cronologia completa delle presenze e delle reti in nazionale ― Scozia | Cronologia completa delle presenze e delle reti in nazionale ― Scozia |
| Data                                                                  | Città                                                                 | In casa                                                               | Risultato                                                             | Ospiti                                                                | Competizione                                                          | Reti                                                                  | Note                                                                  |
| --------------------------------------------------------------------- | --------------------------------------------------------------------- | --------------------------------------------------------------------- | --------------------------------------------------------------------- | --------------------------------------------------------------------- | --------------------------------------------------------------------- | --------------------------------------------------------------------- | --------------------------------------------------------------------- |
| 31-3-2021                                                             | Glasgow                                                               | Scozia                                                                | 4 – 0                                                                 | Fær Øer                                                               | Qual. Mondiali 2022                                                   | -                                                                     | 68’ 90+2’                                                             |
| 2-6-2021                                                              | Faro                                                                  | Paesi Bassi                                                           | 2 – 2                                                                 | Scozia                                                                | Amichevole                                                            | 1                                                                     | 61’                                                                   |
| 6-6-2021                                                              | Lussemburgo                                                           | Lussemburgo                                                           | 0 – 1                                                                 | Scozia                                                                | Amichevole                                                            | -                                                                     | 82’                                                                   |
| 14-6-2021                                                             | Glasgow                                                               | Scozia                                                                | 0 – 2                                                                 | Rep. Ceca                                                             | Euro 2020 - 1º turno                                                  | -                                                                     | 79’                                                                   |
| 18-6-2021                                                             | Londra                                                                | Inghilterra                                                           | 0 – 0                                                                 | Scozia                                                                | Euro 2020 - 1º turno                                                  | -                                                                     | 86’                                                                   |
| 22-6-2021                                                             | Glasgow                                                               | Croazia                                                               | 3 – 1                                                                 | Scozia                                                                | Euro 2020 - 1º turno                                                  | -                                                                     | 84’                                                                   |
| 4-9-2021                                                              | Glasgow                                                               | Scozia                                                                | 1 – 0                                                                 | Moldavia                                                              | Qual. Mondiali 2022                                                   | -                                                                     | 65’                                                                   |
| 7-9-2021                                                              | Vienna                                                                | Austria                                                               | 0 – 1                                                                 | Scozia                                                                | Qual. Mondiali 2022                                                   | -                                                                     | 88’                                                                   |
| 12-10-2021                                                            | Tórshavn                                                              | Fær Øer                                                               | 0 – 1                                                                 | Scozia                                                                | Qual. Mondiali 2022                                                   | -                                                                     | 83’                                                                   |
| 12-11-2021                                                            | Chișinău                                                              | Moldavia                                                              | 0 – 2                                                                 | Scozia                                                                | Qual. Mondiali 2022                                                   | -                                                                     | 75’                                                                   |
| 20-6-2023                                                             | Glasgow                                                               | Scozia                                                                | 2 – 0                                                                 | Georgia                                                               | Qual. Euro 2024                                                       | -                                                                     | 78’                                                                   |
| Totale                                                                |                                                                       | Presenze                                                              | 11                                                                    |                                                                       | Reti                                                                  | 1                                                                     |                                                                       |

## Palmarès

### Competizioni nazionali
- Coppa di Scozia: 1

Aberdeen: 2024-2025

### Individuale
- Capocannoniere della Scottish League One: 1

2018-2019 (30 reti)
- Capocannoniere della Scottish League Cup: 1

2019-2020 (5 reti, alla pari con Florian Kamberi)